# Вулиця Острозького (Львів)
Вулиця Острозького — невеличка вулиця у Личаківському районі міста Львова, в місцевості Личаків. Сполучає вулиці Мучну та Піскову.

## Історія
У 1871—1890 роках це була частиною вулиці Піскової, у 1890—1933 роках — частина вулиці Паулінів. У 1933 році цю частину вулиці Паулінів виокремлено в окрему вулицю та названо на згадку про князів Острозьких. Під час німецької окупації Львова, у 1943—1944 роках, мала назву Костянтин Острогськийґассе, на згадку про військового та державного діяча Литовсько-Руської держави Костянтина Острозького. У липні 1944 року повернена передвоєнна назва — Князів Острозьких. 1950 року вулиця отримала сучасну назву — Костянтина Острозького.

## Забудова
Вулиця Костянтина Острозького забудована двоповерховими будинками в стилі конструктивізму 1920—1930-х років, приватними садибами. Декілька будинків внесено до Реєстру пам'яток архітектури місцевого значення.
№ 1 — триповерхова будівля колишнього Львівського обласного державного клінічного лікувально-діагностичного ендокринологічного центру, споруджена споруда 1985 року. Від лютого 2019 року — комунальне некомерційне підприємство «Львівський клінічний центр ендокринології». Рішенням Львівської облради від 20 вересня 2022 року розширили комунальне некомерційне підприємство Львівської обласної ради «Львівський обласний клінічний діагностичний центр», що розташований на вулиці Пекарській, 69б, шляхом приєднання до нього «Львівський клінічний центр ендокринології» на вул. Острозького, 1 та «Львівський обласний спеціалізований центр радіаційного захисту населення» на вул. Морозній, 31а.
№ 3, 5 — вілли. Будинки внесені до Реєстру пам'яток архітектури місцевого значення під охоронними № 2469-м та № 2470-м.
№ 6 — вілла, збудована у 1920-х роках та оздоблена у стилі ар-деко. У 1923—1946 роках в будинку мешкав польський живописець і графік Юзеф Пєньонжек.
№ 7 — двоповерхова чиншова кам'яниця, збудована на межі XIX—XX століть на розі з вул. Пісковою. На фасаді будинку встановлено пам'ятну таблицю з написом: «І. Крип'якевич, український історик, академік Академії наук України жив у цьому будинку в 1944—1967 роках».

Світлини
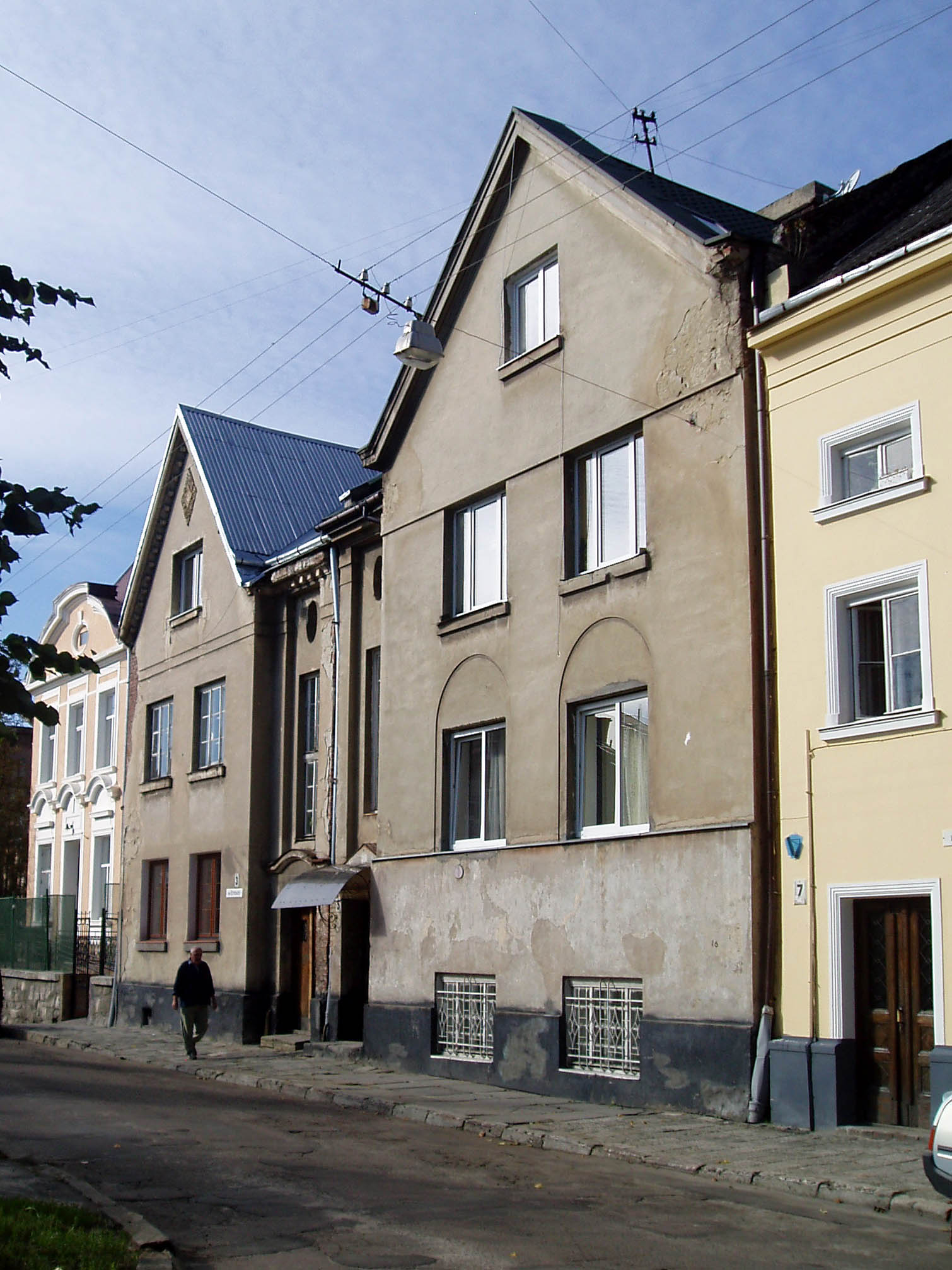
Будинки № 3, 5
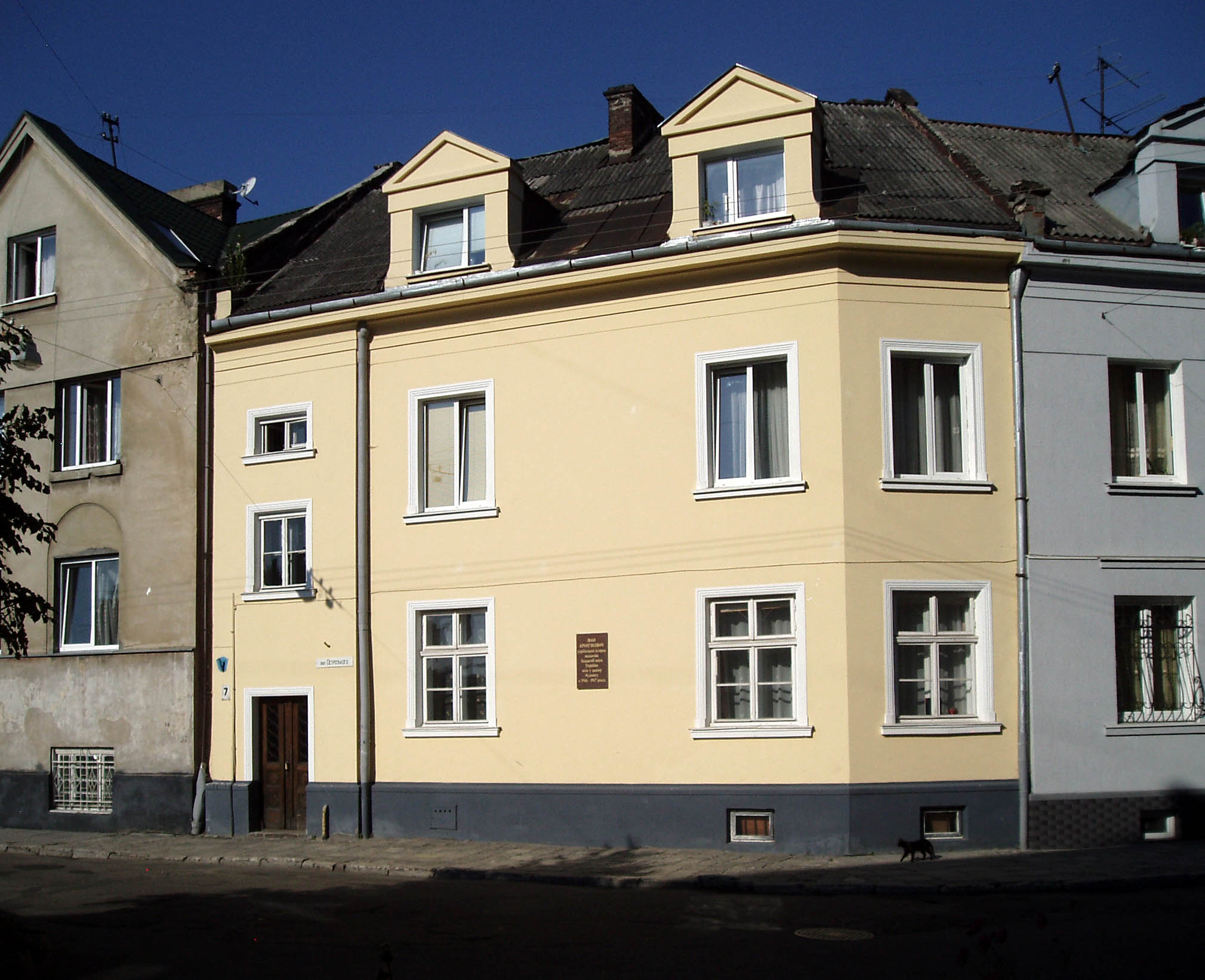
Будинок № 7
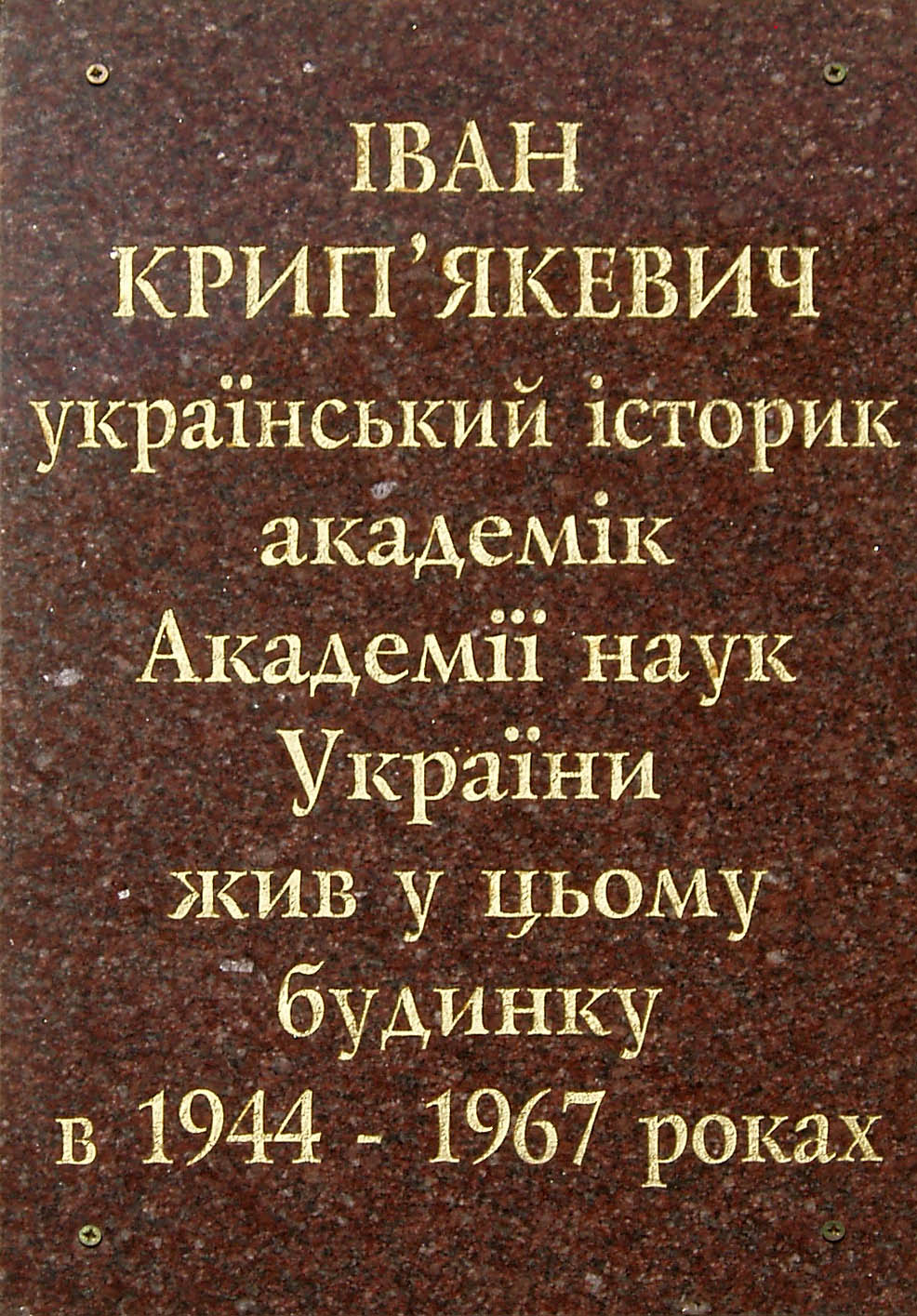
Пам'ятна таблиця І. Крип'якевичу (вул. Острозького, 7)
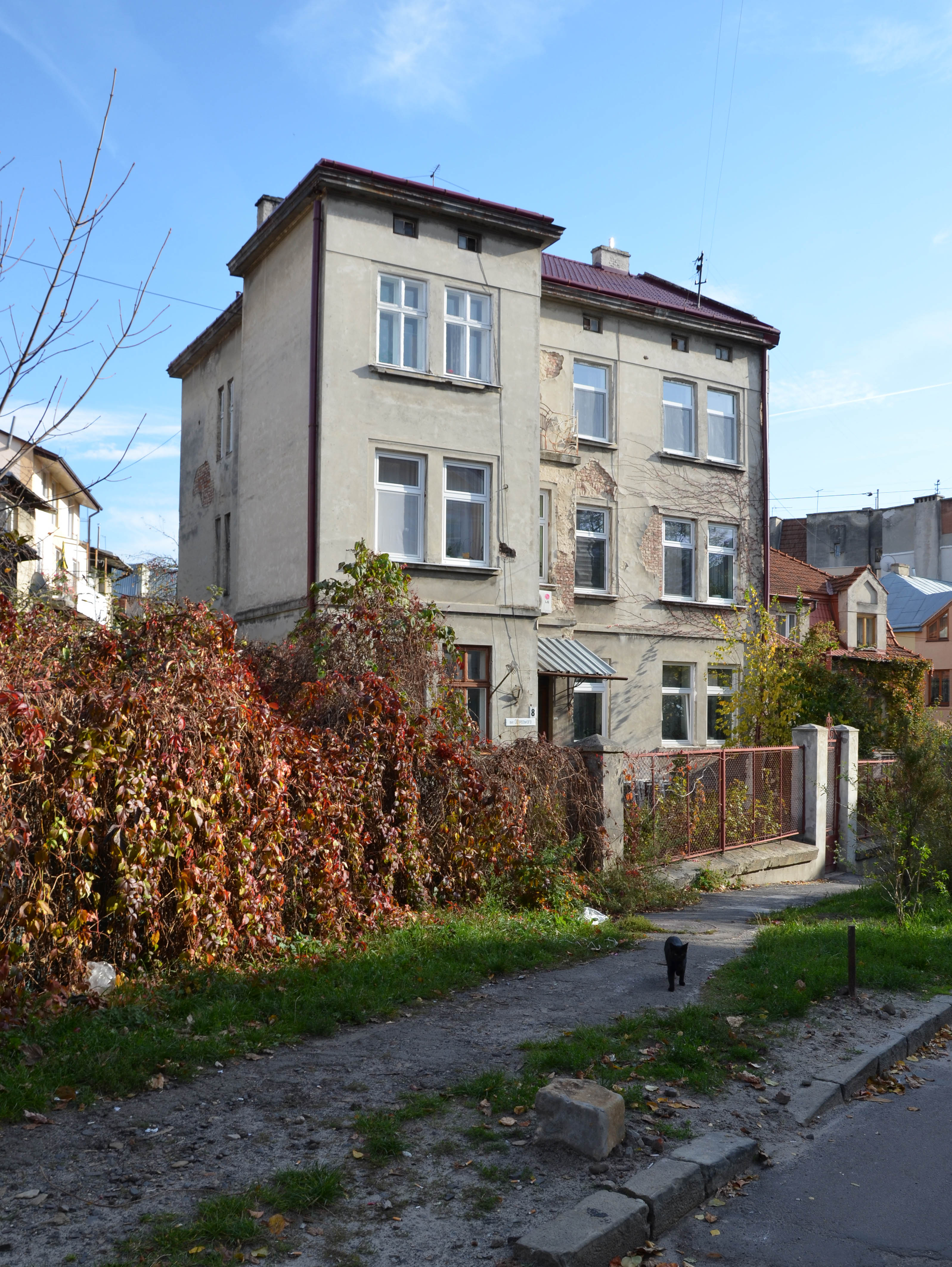
Будинок № 8